# Göllersdorf

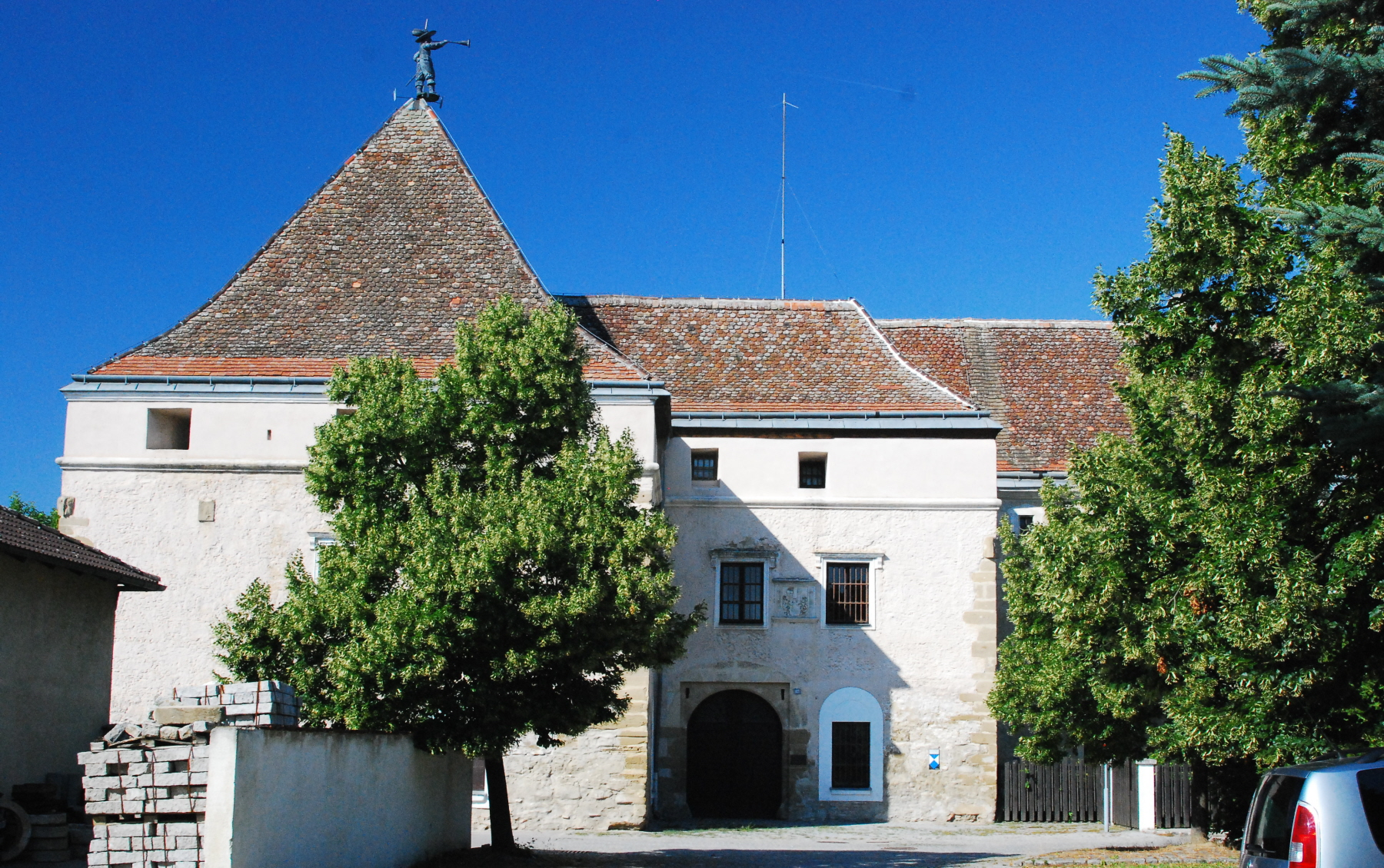
Schloss Göllersdorf (Justizanstalt Göllersdorf)

Göllersdorf, Schönborn, Parschendorf (links oben) und Umgebung um 1873 (Aufnahmeblatt der Landesaufnahme)

Göllersdorf ist eine niederösterreichische Marktgemeinde im Bezirk Hollabrunn. Sie hat 3214 Einwohner (Stand 1. Jänner 2025).

## Geografie
Göllersdorf liegt im Weinviertel in Niederösterreich rund 15 km nordnordwestlich von Stockerau im Tal des Göllersbaches. Die Fläche der Marktgemeinde umfasst 59,56 Quadratkilometer. Etwa ein Drittel der Fläche ist bewaldet.

### Gemeindegliederung
Das Gemeindegebiet umfasst folgende 12 Ortschaften (in Klammern Einwohnerzahl Stand 1. Jänner 2025):
- Bergau (223)
- Eitzersthal (160)
- Furth (177)
- Göllersdorf (1533) samt Viendorf
- Großstelzendorf (322)
- Obergrub (85)
- Oberparschenbrunn (89)
- Porrau (106)
- Schönborn (16)
- Untergrub (115)
- Viendorf (300)
- Wischathal (88)

Die Gemeinde besteht aus den Katastralgemeinden Bergau, Eitzersthal, Furth, Göllersdorf, Großstelzendorf, Obergrub, Oberparschenbrunn, Porrau, Schönborn, Untergrub, Viendorf, Viendorf Weingebirge und Wischathal. Der Ort Viendorf existiert sowohl als eigene Ortschaft als auch als Ortsteil von Göllersdorf.

### Nachbargemeinden
|                      | Hollabrunn                                  |                       |
| Hollabrunn           | Kompassrose, die auf Nachbargemeinden zeigt | Großmugl (Korneuburg) |
| Rußbach (Korneuburg) | Sierndorf (Korneuburg)                      |                       |

## Geschichte
Das heutige Gemeindegebiet war bereits in der Jungsteinzeit besiedelt. Die erste urkundliche Erwähnung von Göllersdorf erfolgte um 1120, als eine Zeuge Chadolt de Gelanestorf (Göllersdorf) genannt wird. Die Katastralgemeinde Großstelzendorf wurde 1195 erstmals urkundlich erwähnt. Für das Jahr 1468 ist ein Markt in Göllersdorf belegt.
Das Göllersdorfer Schloss, ein Renaissancebau aus dem 16. Jahrhundert, in dem Elemente aus der Zeit um 1460 erhalten sind, und in dem heute die Justizanstalt Göllersdorf untergebracht ist, gehörte seit dem 14. Jahrhundert deren von Puchheim. Historisch bedeutsam wird Göllersdorf durch den im Göllersdorfer Schloss am 14. April 1632 bei einer Begegnung zwischen Albrecht von Wallenstein und dem kaiserlichen Ersten Minister Johann Ulrich von Eggenberg abgeschlossenen Vertrag zwischen Kaiser Ferdinand II. und Wallenstein (Vereinbarung von Göllersdorf), mit dem dieser wieder als Oberbefehlshaber der kaiserlichen Armee eingesetzt wurde.
1711 erwarb durch Kauf und Adoption der kurmainzische Minister Melchior Friedrich Graf von Schönborn-Buchheim die Herrschaften Göllersdorf, Mühlberg und Aspersdorf vom letzten Puchheimer, dem Bischof von Wiener Neustadt, Graf Franz Anton Buchheim. Melchior Friedrichs Sohn, der in Wien lebende Reichsvizekanzler (und spätere Fürstbischof) Friedrich Karl von Schönborn-Buchheim, beauftragte den Architekten Johann Lukas von Hildebrandt mit dem Umbau der auf dem Besitz befindlichen Veste Mihlberg in ein repräsentatives Landschloss (1711–1718), das südlich von Göllersdorf gelegene Schloss Schönborn. Es gehört noch heute der Familie Schönborn. Das Göllersdorfer Schloss wurde in den 1970er Jahren verkauft und dient heute als Justizvollzugsanstalt.

### Einwohnerentwicklung
Die starke Zunahme der Einwohnerzahl von 1981 bis 2001 basiert auf einer stark positiven Wanderungsbilanz trotz leicht negativer Geburtenbilanz. Seit 2001 ist auch die Geburtenbilanz positiv, die Zuwanderung ging aber zurück.
| Göllersdorf: Einwohnerzahlen von 1869 bis 2025      | Göllersdorf: Einwohnerzahlen von 1869 bis 2025 | Göllersdorf: Einwohnerzahlen von 1869 bis 2025 | Göllersdorf: Einwohnerzahlen von 1869 bis 2025 | Göllersdorf: Einwohnerzahlen von 1869 bis 2025 |
| --------------------------------------------------- | ---------------------------------------------- | ---------------------------------------------- | ---------------------------------------------- | ---------------------------------------------- |
| Jahr                                                |                                                |                                                |                                                | Einwohner                                      |
| 1869                                                | 1869                                           |                                                | 2.940                                          | 2.940                                          |
| 1880                                                | 1880                                           |                                                | 3.406                                          | 3.406                                          |
| 1890                                                | 1890                                           |                                                | 3.461                                          | 3.461                                          |
| 1900                                                | 1900                                           |                                                | 3.213                                          | 3.213                                          |
| 1910                                                | 1910                                           |                                                | 3.132                                          | 3.132                                          |
| 1923                                                | 1923                                           |                                                | 3.311                                          | 3.311                                          |
| 1934                                                | 1934                                           |                                                | 2.994                                          | 2.994                                          |
| 1939                                                | 1939                                           |                                                | 2.858                                          | 2.858                                          |
| 1951                                                | 1951                                           |                                                | 2.721                                          | 2.721                                          |
| 1961                                                | 1961                                           |                                                | 2.528                                          | 2.528                                          |
| 1971                                                | 1971                                           |                                                | 2.625                                          | 2.625                                          |
| 1981                                                | 1981                                           |                                                | 2.427                                          | 2.427                                          |
| 1991                                                | 1991                                           |                                                | 2.614                                          | 2.614                                          |
| 2001                                                | 2001                                           |                                                | 2.939                                          | 2.939                                          |
| 2011                                                | 2011                                           |                                                | 2.987                                          | 2.987                                          |
| 2021                                                | 2021                                           |                                                | 3.138                                          | 3.138                                          |
| 2025                                                | 2025                                           |                                                | 3.214                                          | 3.214                                          |
| Quelle(n): Statistik Austria, Gebietsstand 1.1.2021 |                                                |                                                |                                                |                                                |

## Kultur und Sehenswürdigkeiten

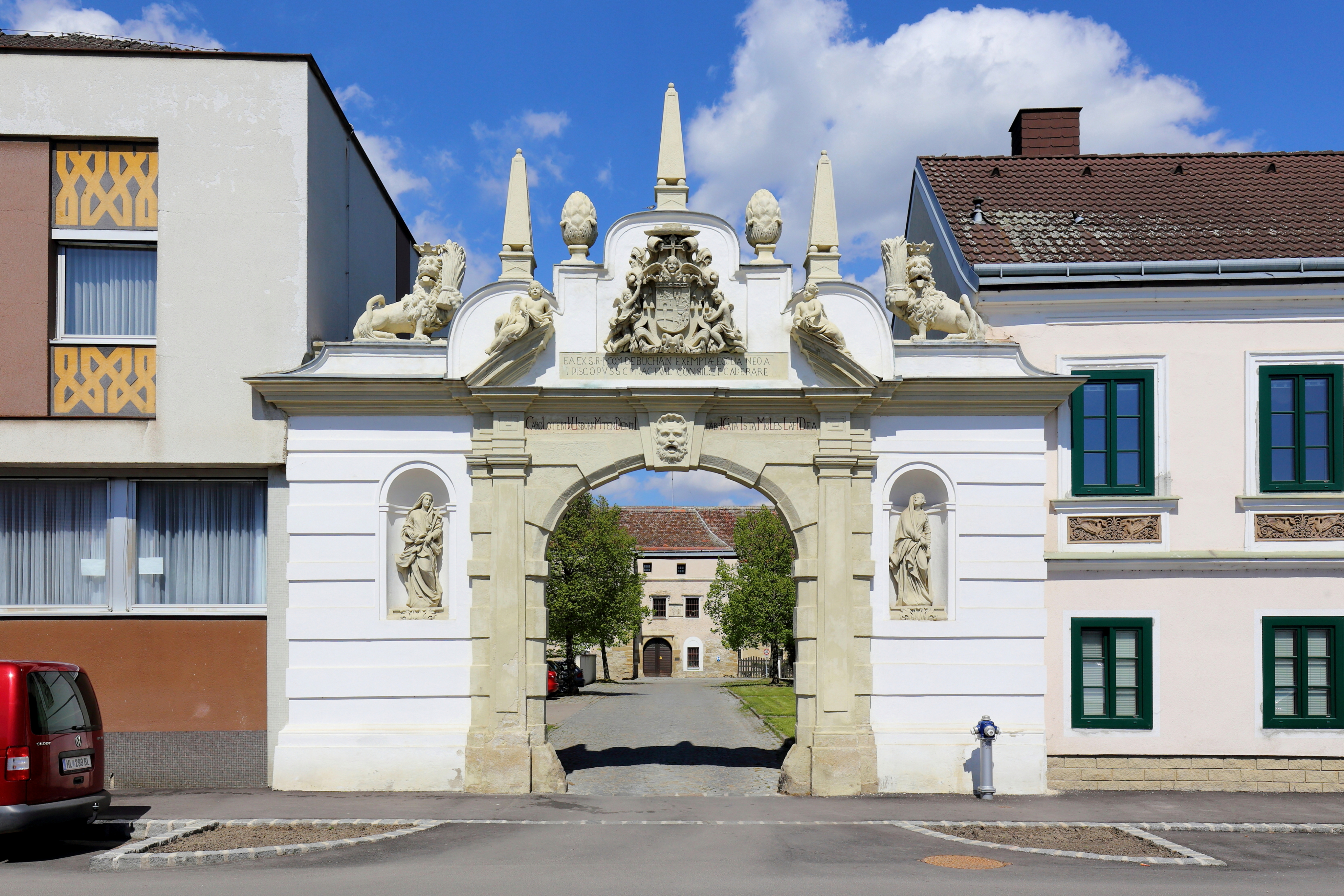
Schlosstor am Hauptplatz

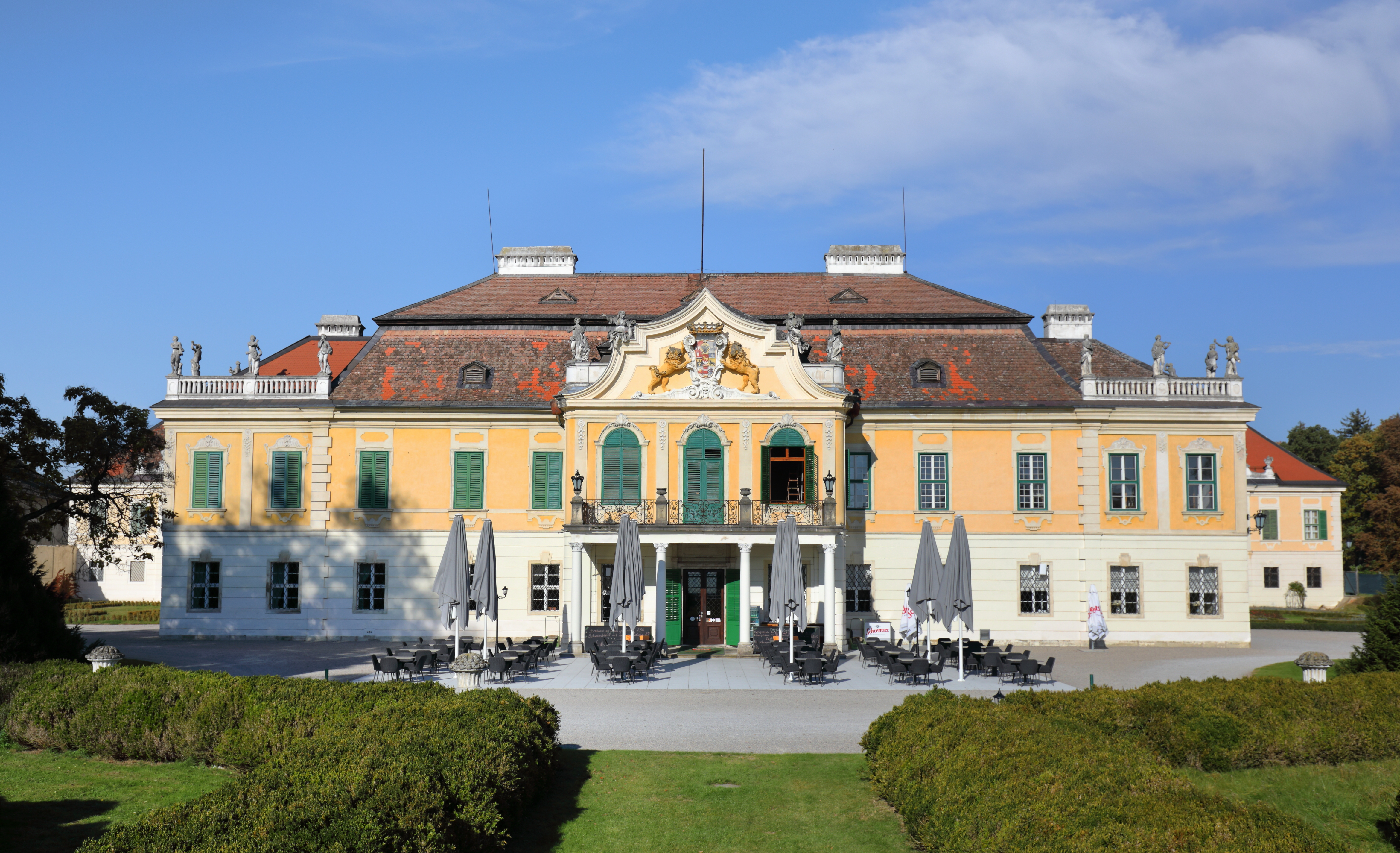
Schloss Schönborn

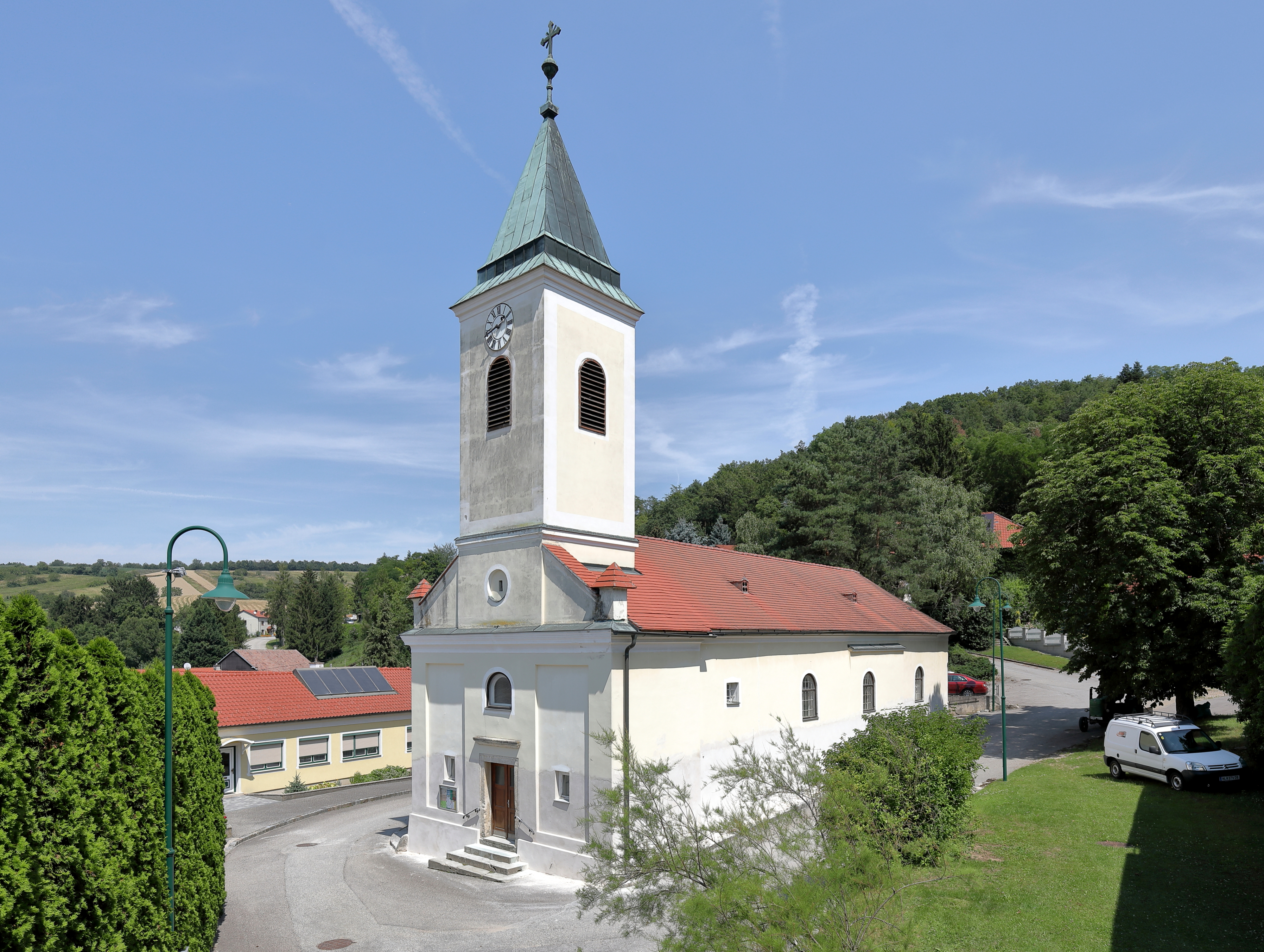
Pfarrkirche Bergau

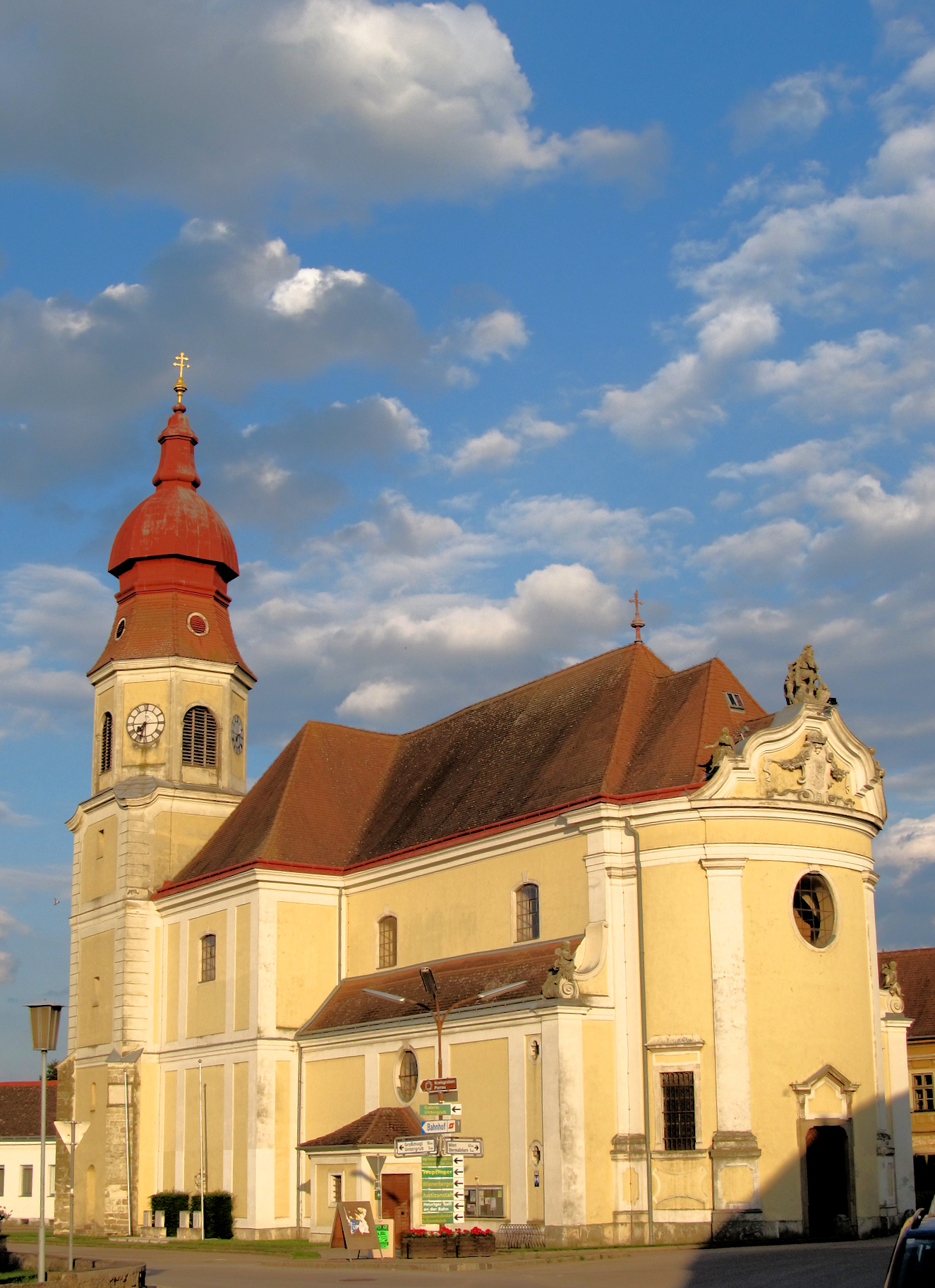
Pfarrkirche Göllersdorf

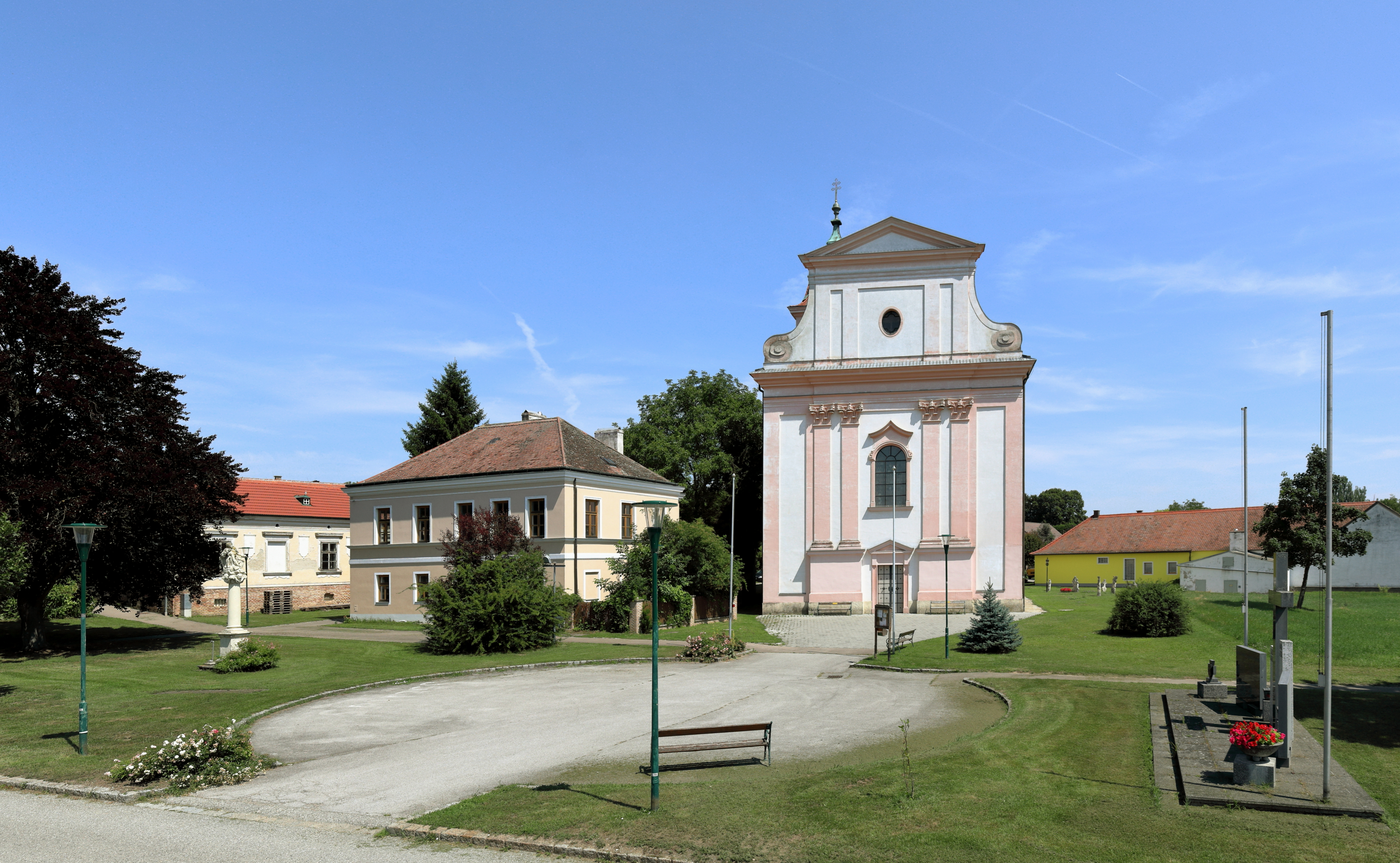
Pfarrkirche Großstelzendorf

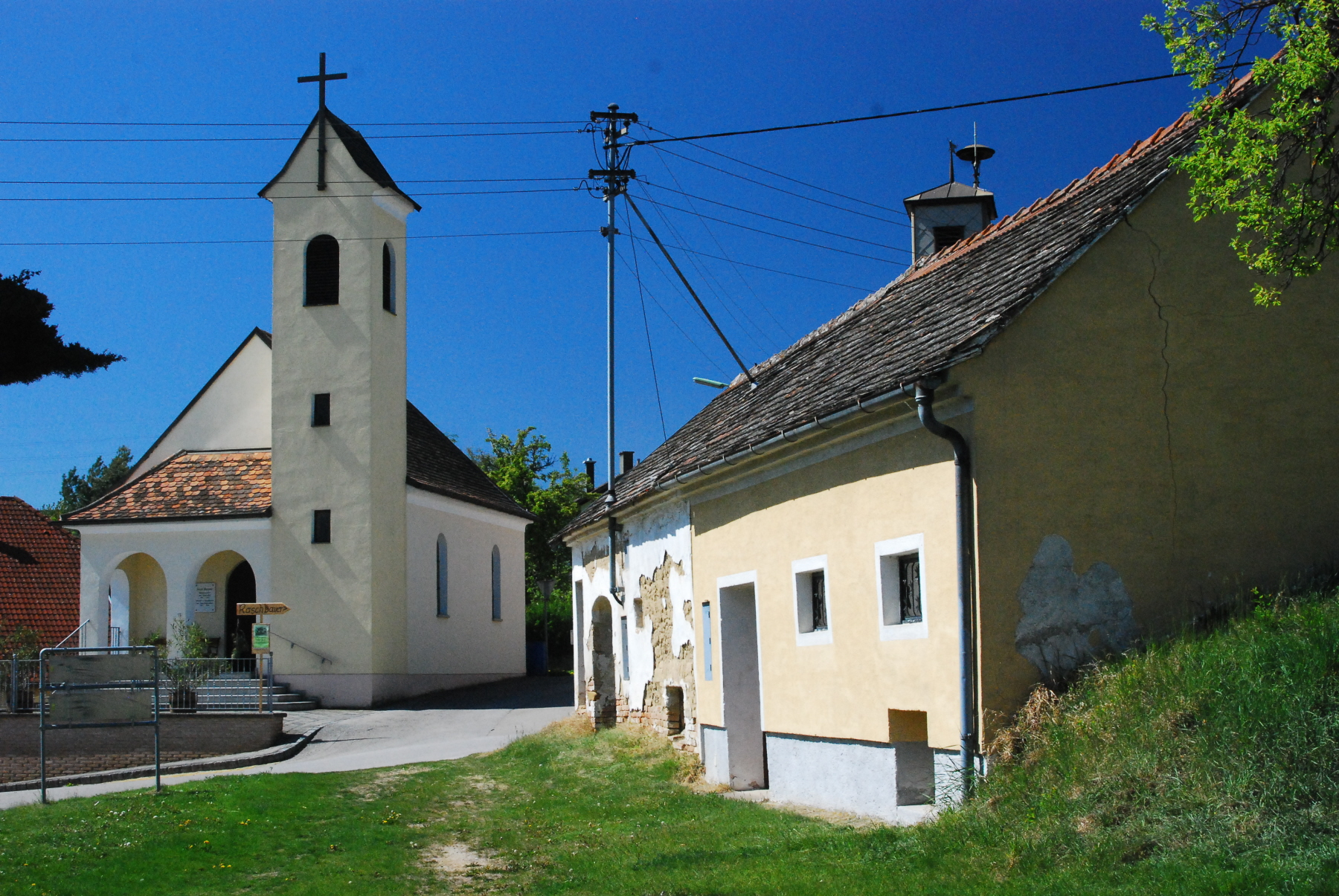
Kellergasse Bei der Kirche in Eitzersthal

- Schloss Göllersdorf: Renaissanceschloss. Hier befindet sich heute die Justizanstalt Göllersdorf, in der geistig abnorme Rechtsbrecher des österreichischen Strafvollzugs untergebracht werden.
- Schloss Schönborn: barock, ebenfalls ein Werk von Johann Lucas von Hildebrandt. Demselben Baumeister wird das Jagdschloss der Grafen Schönborn in Porrau zugeschrieben.
  - im Schlosspark: Golfplatz Schloss Schönborn
- Katholische Pfarrkirche Bergau hl. Ägydius: Ende des 17. Jahrhunderts als barocker Saalbau errichtet; erhielt Anfang des 18. Jahrhunderts beim westlichen Kirchturm eine klassizistische Fassade. Altarbild mit der Darstellung des heiligen Ägydius von Johann Josef Schindler.
- Katholische Pfarrkirche Göllersdorf hl. Martin: am Südende des Hauptplatzes von Göllersdorf. Sie wurde ab 1456 errichtet und 1740/1742 durch Johann Lucas von Hildebrandt im Auftrag von Friedrich Karl von Schönborn-Buchheim barock umgebaut und erweitert. Von ihrem gotischen Kern sind der Nordturm und der Chor erhalten.
- Katholische Pfarrkirche Großstelzendorf hl. Andreas: Spätbarock, Johann Lucas von Hildebrandt zugeschrieben. Von ihrem gotischen Vorgängerbau sind der Nordturm und der Chor erhalten. In der Großstelzendorfer Kirche befinden sich mehrere Altäre, wobei ein Altarblatt mit der Darstellung der heiligen drei Könige von Martin Johann Schmidt geschaffen wurde. Am rund um die Kirche gelegenen Friedhof sind zahlreiche spätbarocke Grabsteine aus Sandstein erhalten.
- Oberparschenbrunner Ortskapelle: die Kapelle zum heiligen Laurentius wurde an der Wende 17./18. Jahrhundert erbaut und ist nicht mit der nördlich von Oberparschenbrunn gelegenen Feldkapelle zu verwechseln, diese wurde erst Ende des 19. Jahrhunderts errichtet.
- Loretokirche: 1725–1730 erbaut; diente als Gruftkirche der Grafen von Schönborn-Buchheim
- Loretokapelle: die bereits von 1694 bis 1715 errichtete Loretokapelle ist der Loretokirche angeschlossen
- Schlosstor am Hauptplatz: Es wurde von Franz Anton Graf von Puchheim  im Jahr 1703 anlässlich der Durchreise von Karl III. (Gegenkönig von Spanien) nach Lissabon zur Thronbesteigung errichtet.

## Wirtschaft und Infrastruktur
Im Jahr 2010 gab es 95 land- und forstwirtschaftliche Betriebe, davon waren 63 Haupterwerbsbetriebe. Im Jahr 1999 waren es 144 Betriebe mit 85 im Haupterwerb. Der Produktionssektor beschäftigte in 30 Betrieben 253 Arbeitnehmer, etwa die Hälfte mit der Herstellung von Waren und einer Hälfte im Bau. Der Dienstleistungssektor gab in 123 Betrieben 379 Menschen Arbeit. Fast die Hälft davon arbeitete in öffentlichen und sozialen Dienstleistungen, etwa ein Viertel im Handel (Stand 2011).
Im Norden der Gemeinde liegt ein 1924 gegründetes Ziegelwerk, das 1942 von Wienerberger erworben wurde.

### Verkehr
Die Marktgemeinde Göllersdorf ist per Bahn und Straße verkehrsmäßig sehr gut angebunden.
Göllersdorf liegt etwa direkt an der Nordwestbahn mit regelmäßig verkehrenden Schnellbahnzügen. In der Nähe des Bahnhofs befindet sich eine Park&Ride-Anlage.
Bezüglich der Straßenanbindung sind die Tullner Straße B19 sowie die Weinviertler Schnellstraße S3 zu erwähnen. Über die S3 ist die Bundeshauptstadt Wien rasch zu erreichen.

### Bildung
In der Gemeinde gibt es einen Kindergarten, eine Volksschule und eine Neue Mittelschule. 

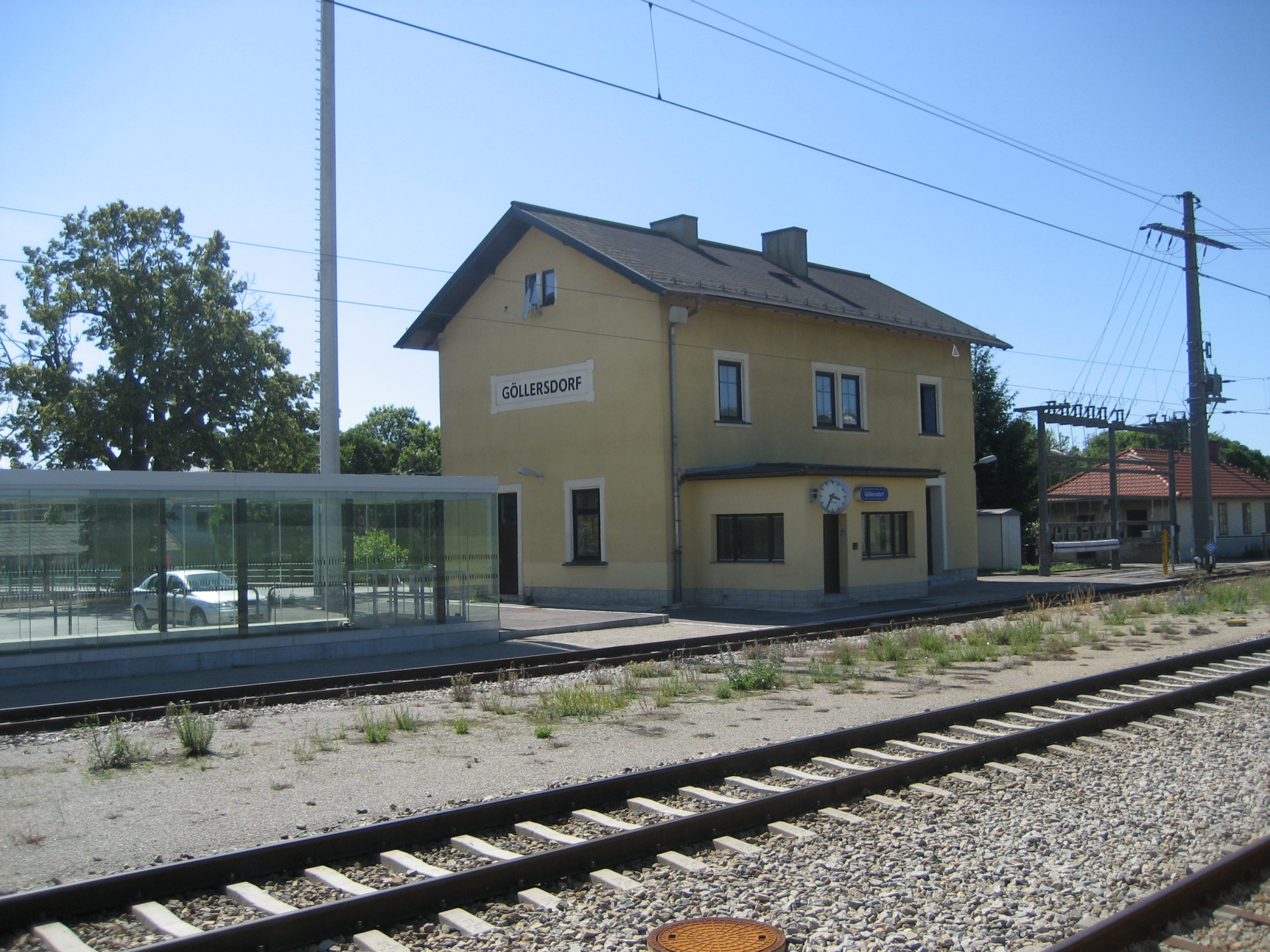
Bahnhof Göllersdorf

### Gesundheit
In Göllersdorf ordinieren praktische Ärzte und Fachärzte.

### Justizanstalt
Die im Schloss untergebrachte Justizanstalt, das Forensisch-therapeutische Zentrum (FTZ) Göllersdorf soll nach einem Plan von April 2024 ab 2026 für die doppelte Zahl (200) von Häftlingen ausgebaut werden.

## Politik

### Gemeinderat
Der Gemeinderat hatte 21 Mitglieder und 23 Mitglieder ab dem Jahr 2025.
- Nach den Gemeinderatswahlen in Niederösterreich 1990 hatte der Gemeinderat folgende Verteilung: 13 ÖVP, 4 SPÖ, 3 Bürgerliste Hollabrunn, und 1 FPÖ.
- Nach den Gemeinderatswahlen in Niederösterreich 1995 hatte der Gemeinderat folgende Verteilung: 12 ÖVP, 5 SPÖ, 2 FPÖ, und 2 Bürgerliste Hollabrunn.[13]
- Nach den Gemeinderatswahlen in Niederösterreich 2000 hatte der Gemeinderat folgende Verteilung: 13 ÖVP, 6 SPÖ, und 2 FPÖ.[14]
- Nach den Gemeinderatswahlen in Niederösterreich 2005 hatte der Gemeinderat folgende Verteilung: 12 ÖVP, 8 SPÖ, und 1 FPÖ.[15]
- Nach den Gemeinderatswahlen in Niederösterreich 2010 hatte der Gemeinderat folgende Verteilung: 12 ÖVP, 7 SPÖ, und 2 FPÖ.[16]
- Nach den Gemeinderatswahlen in Niederösterreich 2015 hatte der Gemeinderat folgende Verteilung: 11 ÖVP, 5 SPÖ, 3 Grüne, und 2 FPÖ.[17]
- Nach den Gemeinderatswahlen in Niederösterreich 2020 hatte der Gemeinderat folgende Verteilung: 11 ÖVP, 5 SPÖ, 4 Bürgerliste Göllersdorf und 1 FPÖ.[18]
- Nach den Gemeinderatswahlen in Niederösterreich 2025 hat der Gemeinderat folgende Verteilung: 11 ÖVP, 5 SPÖ, 5 BLG und 2 FPÖ.[19]

### Bürgermeister
- bis 2008 Alfred Scheidl (ÖVP)
- seit 2008 Josef Reinwein (ÖVP)[20]

### Wappen
Das Marktwappen wurde 1468 von Kaiser Friedrich II. verliehen:
In Schwarz auf goldenen Felsen eine sich gabelnde Weinrebe mit Weinlaub und drei Trauben, im Zwiesel ein silbernes Weinmesser mit goldenem Griff.

## Persönlichkeiten

### Ehrenbürger
- Alfred Scheidl, Altbürgermeister von Göllersdorf[22]

### Söhne und Töchter der Gemeinde
- Anton Reyberger (1757–1818), österreichischer Theologe
- Wilhelm Scherer (1841–1886), österreichischer Germanist, einer der einflussreichsten Germanisten Ende des 19. Jahrhunderts, Halbbruder von Anton von Stadler
- Anton von Stadler (1850–1917), österreichisch-deutscher Maler, Direktor der Kunstakademie München
- Walter Lehner (1926–2005), österreichischer Politiker